# Parc Hernández
 (octobre 2024).
La mise en forme du texte ne suit pas les recommandations de Wikipédia : il faut le « wikifier ».
Les points d'amélioration suivants sont les cas les plus fréquents. Le détail des points à revoir est peut-être précisé sur la page de discussion.
- Les titres sont pré-formatés par le logiciel. Ils ne sont ni en capitales, ni en gras.
- Le texte ne doit pas être écrit en capitales (les noms de famille non plus), ni en gras, ni en italique, ni en « petit »…
- Le gras n'est utilisé que pour surligner le titre de l'article dans l'introduction, une seule fois.
- L'italique est rarement utilisé : mots en langue étrangère, titres d'œuvres, noms de bateaux, etc.
- Les citations ne sont pas en italique mais en corps de texte normal. Elles sont entourées par des guillemets français : « et ».
- Les listes à puces sont à éviter, des paragraphes rédigés étant largement préférés. Les tableaux sont à réserver à la présentation de données structurées (résultats, etc.).
- Les appels de note de bas de page (petits chiffres en exposant, introduits par l'outil «  Source ») sont à placer entre la fin de phrase et le point final[comme ça].
- Les liens internes (vers d'autres articles de Wikipédia) sont à choisir avec parcimonie. Créez des liens vers des articles approfondissant le sujet. Les termes génériques sans rapport avec le sujet sont à éviter, ainsi que les répétitions de liens vers un même terme.
- Les liens externes sont à placer uniquement dans une section « Liens externes », à la fin de l'article. Ces liens sont à choisir avec parcimonie suivant les règles définies. Si un lien sert de source à l'article, son insertion dans le texte est à faire par les notes de bas de page.
- La présentation des références doit suivre les conventions bibliographiques. Il est recommandé d'utiliser les modèles {{Ouvrage}}, {{Chapitre}}, {{Article}}, {{Lien web}} et/ou {{Bibliographie}}. Le mode d'édition visuel peut mettre en forme automatiquement les références.
- Insérer une infobox (cadre d'informations à droite) n'est pas obligatoire pour parachever la mise en page.

Pour une aide détaillée, merci de consulter Aide:Wikification.
Si vous pensez que ces points ont été résolus, vous pouvez retirer ce bandeau et améliorer la mise en forme d'un autre article.
Le parc Hernández est le parc le plus important de la ville autonome espagnole de Melilla et est situé dans l'Ensanche Modernista, jouxtant la Plaza de España.

## Histoire

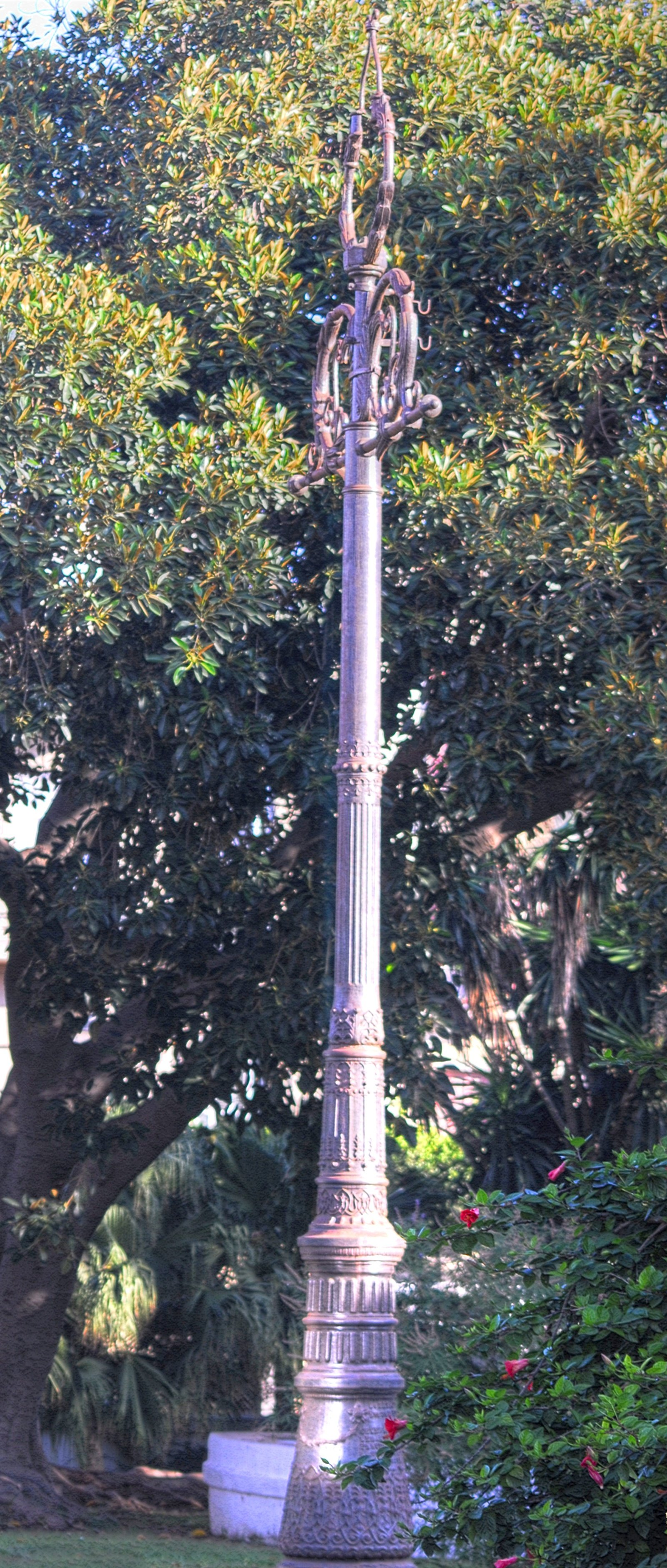
Lampadaire

Son origine remonte à 1872, lorsque l'ancien lit du Río de Oro fut comblé avec la terre extraite pour former son nouveau lit. En 1900, le commandant général de la place de l'époque, Venancio Hernández Fernández, décida de transformer la vaste plaine qui servait de camp d'entraînement pour les troupes et de dépotoir pour la population en un parc arboré. Pour ce faire, il put bénéficier de la collaboration du Conseil d'arbitrage (Junta de Arbitrios, conseil fiscal relevant du ministère de la Guerre), qui accepta d'en couvrir les frais sous l'intitulé Divertissement.
En 1902, le parc fut construit en forme de trapèze selon le projet de l'ingénieur Vicente García del Campo de l'année précédente, et inauguré le 18 mai. L'expansion urbaine (ensanche en espagnol) de Melilla, entamée en 1906, dut être interrompue par suite d'une inondation, qui emporta le parc. En 1907, un kiosque à musique fut construit au centre du parc et une lanterne commémorative fut érigée en l'honneur du général Hernández, financée par une souscription populaire lancée par le quotidien local El Telegrama del Rif. En 1914, l'entrée principale fut édifiée, flanquée d'un estaminet appelé Café Alhambra. En 1915, un réservoir d'eau surélevé fut installé, ce qui permit de transformer le site en un véritable parc, qui fut doté en 1918 d'une clôture.
Entre 1927 et 1930, des pergolas ont été construites, tandis que des kiosques et des passerelles étaient supprimés, les plus importants étant remplacés par des surfaces pavées. Le sous-sol du temple accueillit une collection de vestiges archéologiques. Au début des années 1930, le rond-point au bout du parc fut supprimé et la collection archéologique déplacée vers la zone autour de la Puerta de la Marina, pendant que le sous-sol du temple allait abriter une bibliothèque publique. En 1945, le temple fut démoli et une fontaine lumineuse installée à sa place, qui fut démolie à son tour entre 1951 et 1952. En 1966, la clôture métallique de l'enceinte fut remplacée et réparée, et en 1987, la promenade centrale fut réaménagée, avec une fontaine placée au centre du parc, bien qu'à la fin des années 1970, elle ait connu une longue période de déclin.
En avril 2007, lors de la célébration du XXXIVe Congrès des Parcs et Jardins, il a obtenu, avec les jardins de la Plaza de España, le titre de Jardin historique.

## Description
Il possède une entrée principale, composée de trois portes, avec des grilles en fer, la centrale flanquée de deux prismes, avec les armoiries de Melilla et couronnée d'une couronne, avec une tour dans laquelle se tient Guzmán el Bueno brandissant un poignard.

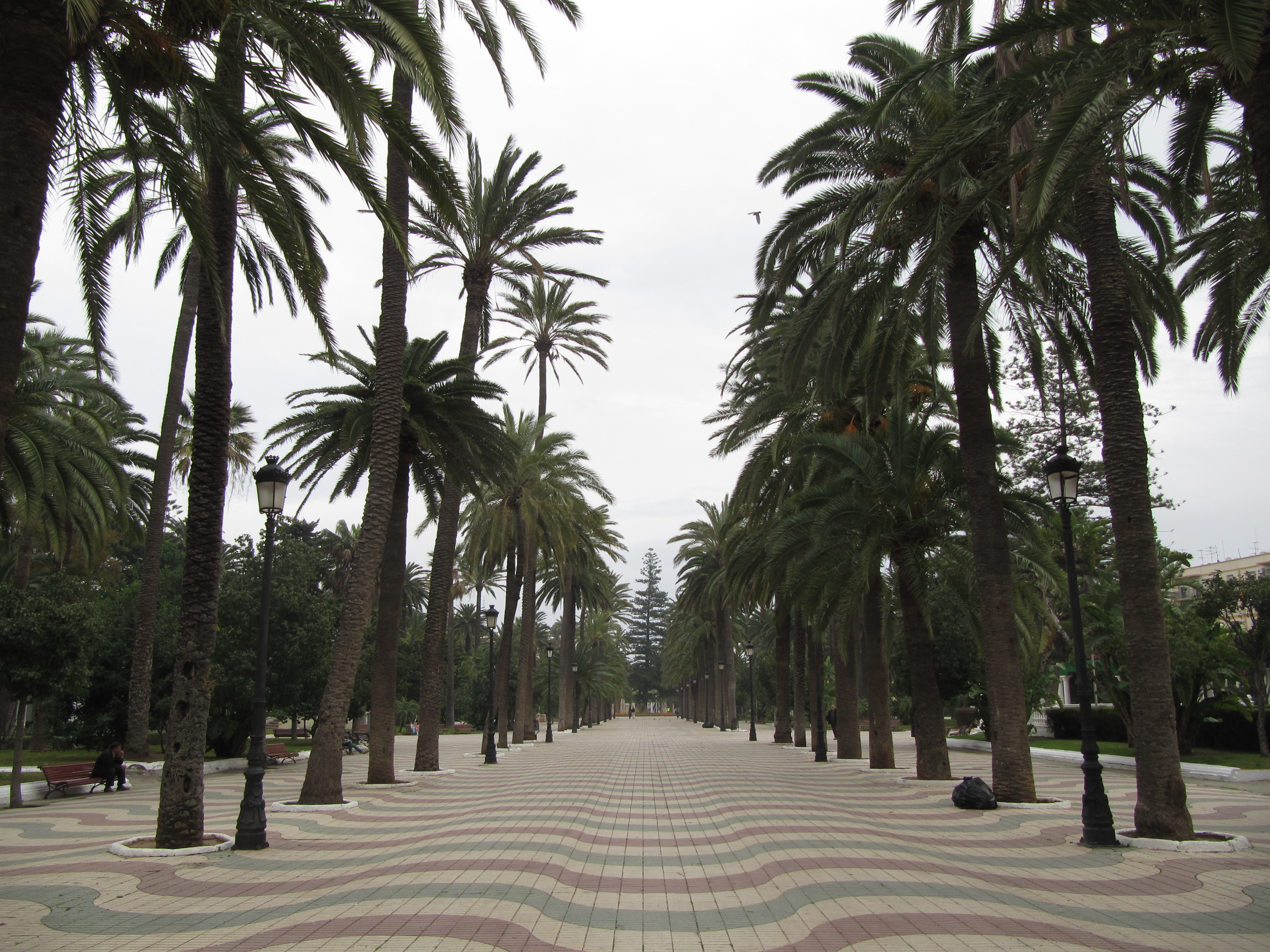
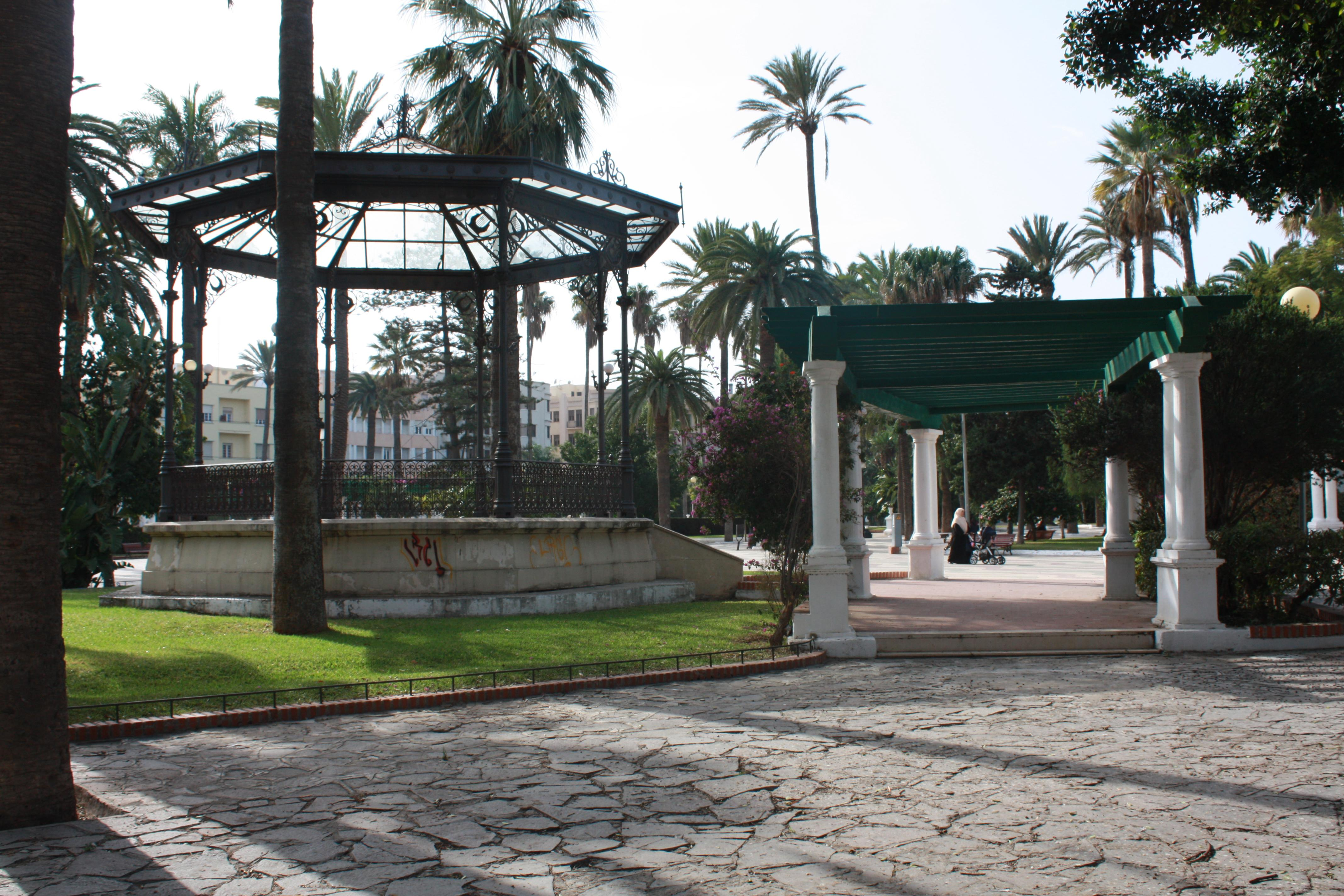
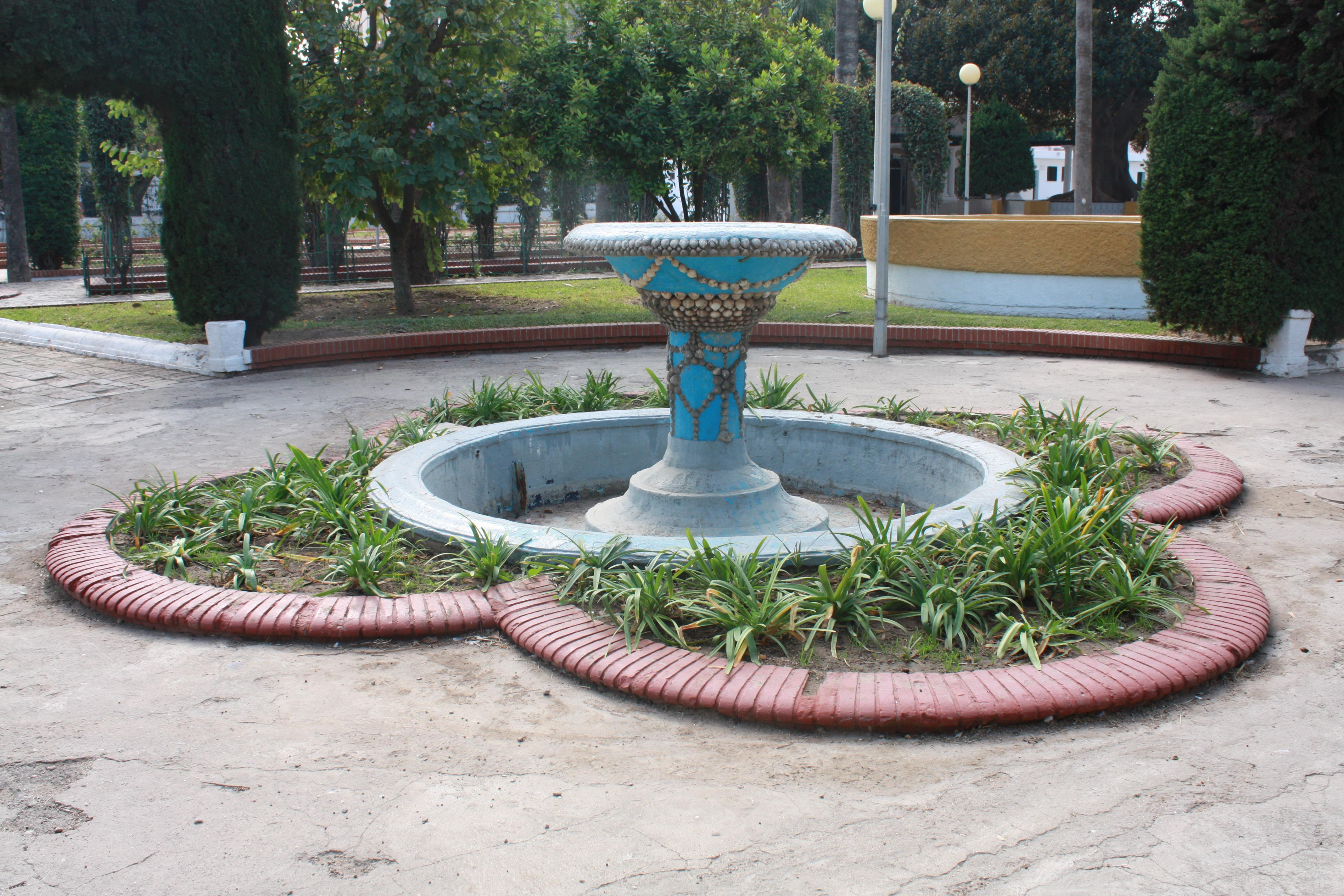
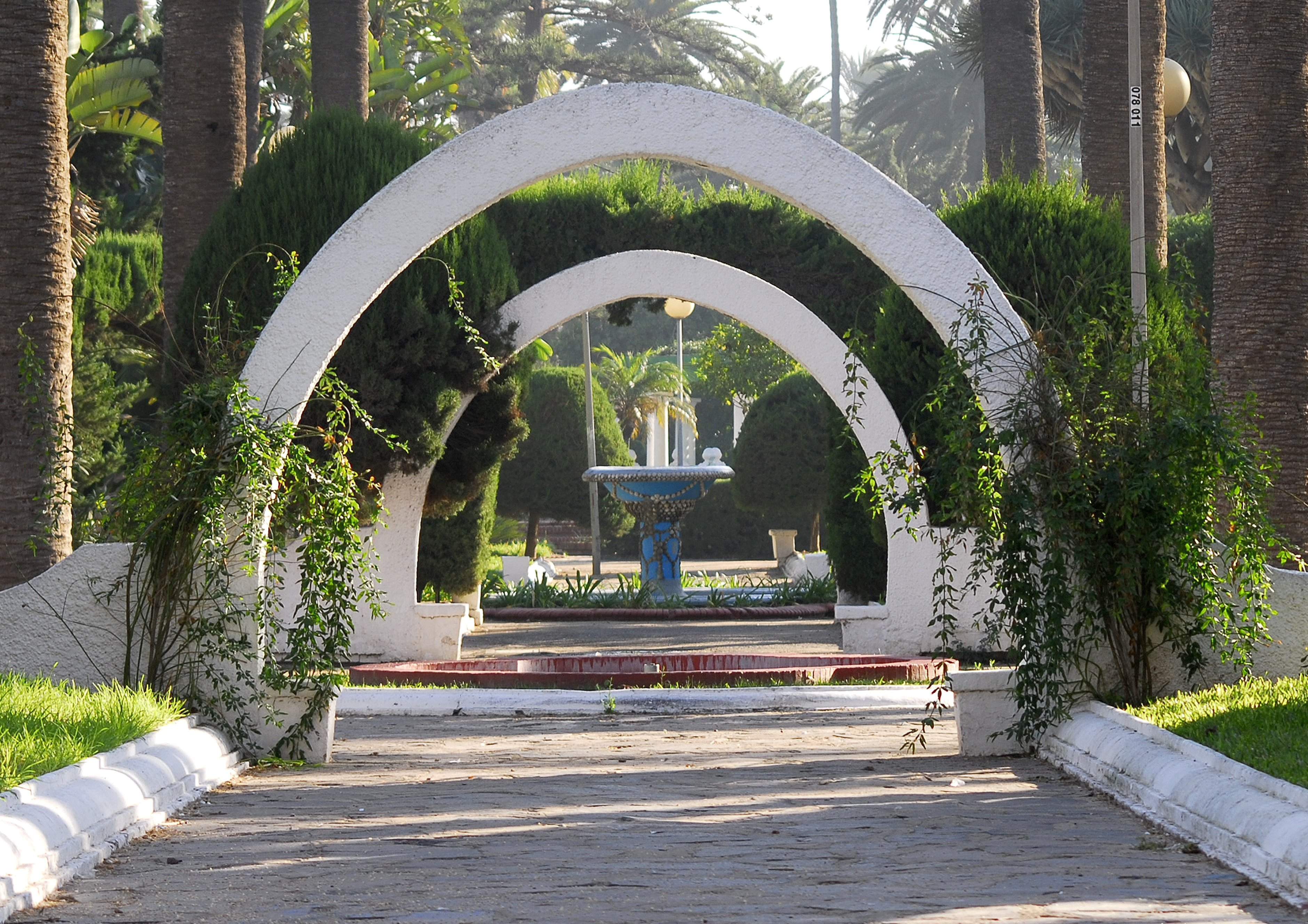